# Abenteuer Astronomie
Abenteuer Astronomie war eine deutschsprachige Zeitschrift für Astronomie. Sie war 2016 aus dem Vorgänger interstellarum hervorgegangen und erschien im Oculum-Verlag, Erlangen. Chefredakteur war der Astronom Stefan Deiters, Herausgeber der Astronomie-Publizist Ronald Stoyan. Die Zeitschrift wurde im Dezember 2018 mit Heft 18 eingestellt. Als Grund wurden – bei laut Verlag stabilen Abonnenten-Zahlen – die rückläufigen Erlöse durch Print-Werbung angegeben.
Pro Jahr erschienen sechs zweimonatliche Ausgaben sowie zwei Themenhefte: der Himmels-Almanach und die Marktübersicht für Teleskope und Ferngläser. Neben der gedruckten Variante gab es eine Plattform-unabhängige App gleichen Namens. Außerdem wurde das Astronomie-Portal abenteuer-astronomie.de betrieben.
Die Hefte wurden nach Einstellung der Zeitschrift auf der Homepage für die private Nutzung verfügbar gemacht.